# 玉垣村
玉垣村（たまがきむら）は三重県河芸郡にあった村。現在の鈴鹿市の中部、伊勢鉄道伊勢線の鈴鹿駅から玉垣駅にかけての区域にあたる。

## 地理
- 河川：金沢川

## 歴史
- 1889年（明治22年）4月1日 - 町村制の施行により、河曲郡玉垣村・柳村・肥田村・土師村・矢橋村の区域をもって発足。
- 1896年（明治29年）4月1日 - 所属郡が河芸郡に変更。
- 1942年（昭和17年）12月1日 - 白子町・神戸町・稲生村・飯野村・河曲村・一ノ宮村・箕田村・若松村・鈴鹿郡国府村・庄野村・高津瀬村・牧田村・石薬師村と合併して鈴鹿市が発足。同日玉垣村廃止。

## 交通

### 鉄道路線
- 関西急行鉄道（現・近畿日本鉄道）
  - 名古屋線（現・近鉄名古屋線）
    - 千代崎駅

  - 神戸線（現・近鉄鈴鹿線）
    - 柳駅

上記のほか、現在は旧村域に伊勢鉄道伊勢線の鈴鹿駅・玉垣駅が所在するが、当時は未開業。

### 道路
- 伊勢街道（現・国道23号）